# Canto do Rio Foot-Ball Club
Canto do Rio Foot-Ball Club é uma agremiação esportiva da cidade de Niterói, no estado do Rio de Janeiro. Foi fundado a 14 de novembro de 1913. Carinhosamente conhecido pelos torcedores como Cantusca, o Canto do Rio tem como seus principais títulos o do Torneio Início do Campeonato Carioca de 1953 e o Torneio Início do Campeonato Fluminense de 1918 e 1926. Em 22 de novembro de 2023, o clube foi desfiliado da Federação de Futebol do Estado do Rio de Janeiro.

## História
No dia 14 de novembro de 1913, quatro garotos com entre dez e onze anos de idade se reuniram em Niterói, e fundaram o Canto do Rio Foot-Ball Club, entidade focada no futebol infantil. Seu primeiro presidente foi Hugo Mariz de Figueiredo. Surgiu o Canto do Rio no recanto da Praia de Icaraí, ou no final da praia, como se costuma dizer, na área conhecida como Canto do Rio. O seu campo de jogo era o próprio areal. Teve o Clube, inicialmente, mudanças de sede e, no início dos anos 1930, instalou-se no local que pertencera ao Automóvel Clube de Niterói. O Canto do Rio Football Clube, na gestão de Eugênio Borges como presidente, sendo ele o chefe de polícia do interventor federal Amaral Peixoto, conseguiu filiar-se, após injunções políticas, à Federação Carioca de Futebol, a nível profissional, no ano de 1941, e se desfiliou anos mais tarde.
O "Cantusca", como era popularmente chamado, logo se tornou o time mais popular de Niterói, onde disputava o campeonato municipal. Nos tempos áureos do futebol niteroiense, o clube realizava o chamado Clássico da Zona Sul com o Fluminense A.C., com quem formava, nas décadas de 1920 a 1950, o "Grupo dos Seis", junto com o Niteroiense F.C. e os extintos Ypiranga F.C., Byron F.C. e Barreto F.C. (estes últimos realizavam o Clássico da Zona Norte).
O Canto do Rio foi, ainda, um dos cinco fundadores da Associação Fluminense de Esportes Atléticos, que se tornaria, posteriormente, a Federação Fluminense de Desportos, que organizava o futebol do antigo estado do Rio de Janeiro. Sob os auspícios da entidade, o clube sagrou-se campeão municipal de Niterói em 1933, recebendo o título simbólico de "representante oficial do estado do Rio/AFEA".

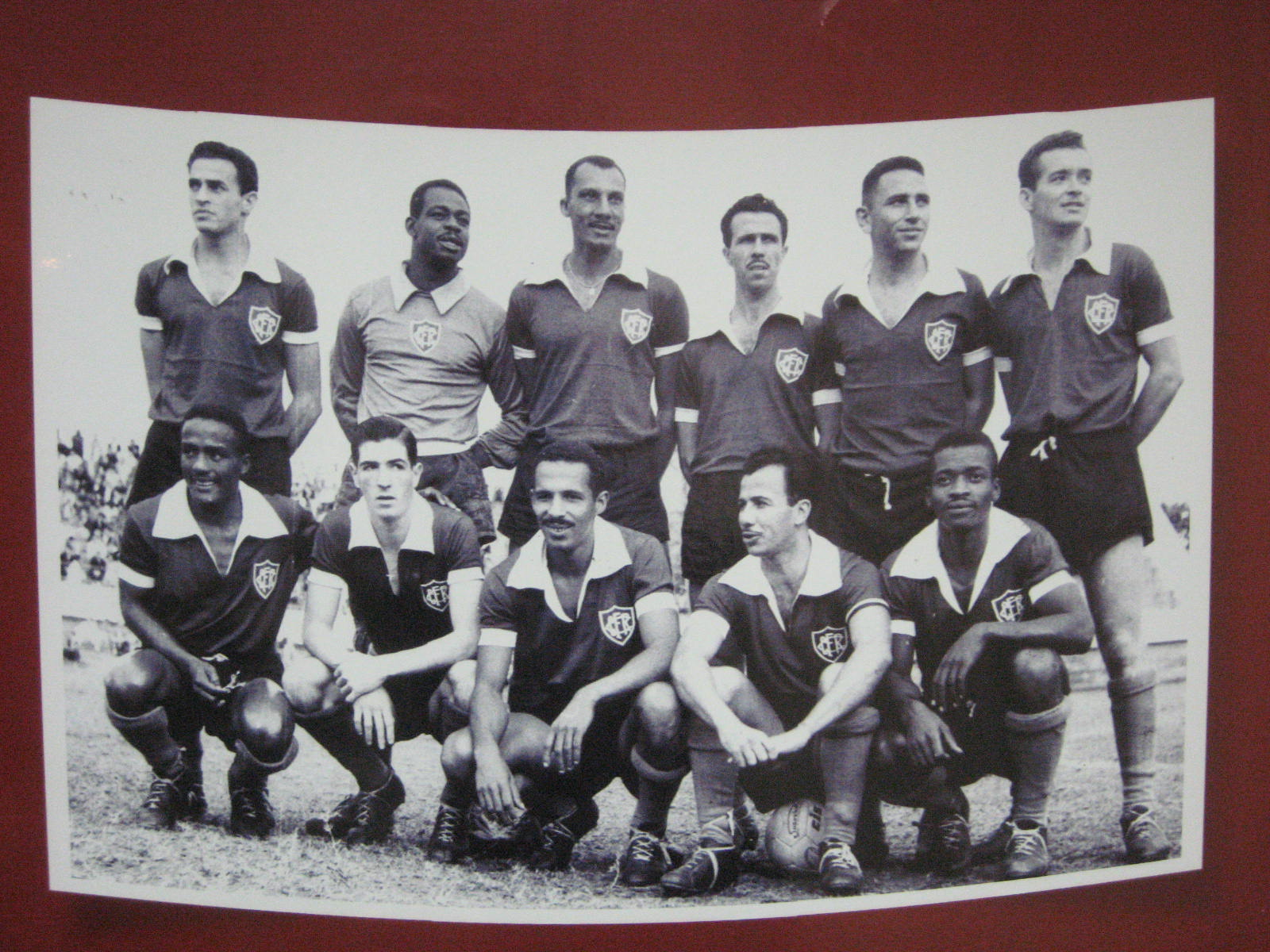
Equipe do Canto do Rio em 1956

O clube cresceu muito e tornou-se o primeiro clube do antigo estado do Rio de Janeiro a se profissionalizar, em 1941. Como todos os campeonatos organizados pela Federação Fluminense de Desportos eram amadores, o Canto do Rio obteve licença especial para disputar o Campeonato Carioca de profissionais, do vizinho então Distrito Federal. A presença de um clube de outro estado sempre incomodou os clubes chamados de "pequenos" da cidade do Rio de Janeiro (em especial o tradicional São Cristóvão), que, por várias vezes, tentaram alijar o clube niteroiense da disputa.
Como clube mais popular de Niterói (apelidado de "O Mais Querido da Cidade Sorriso"), o clube teve papel fundamental na transição da preferência da torcida niteroiense dos campeonatos de seu município e estado para os campeonatos do Distrito Federal na década de 1940.
Paralelamente à sua participação no Campeonato Carioca com seu quadro profissional, o clube manteve quadros amadores que disputavam os campeonatos municipais e estaduais do antigo estado do Rio de Janeiro (o clube chegou a terminar em terceiro lugar no campeonato fluminense de 1945). Foi um período de grande rivalidade com o Fonseca Atlético Clube nos campeonatos municipais, rivalidade que botava em cheque a "fidelidade" ao seu estado de origem: o Fonseca, forte no campeonato fluminense, defendia a valorização dos campeonatos do antigo estado do Rio de Janeiro e considerava o Canto do Rio "traidor" de sua terra; o Canto do Rio, por sua vez, tachava o campeonato fluminense de deficitário, acusando sua pouca visibilidade entre os próprios niteroienses, que, então, já acompanhavam majoritariamente o campeonato carioca.

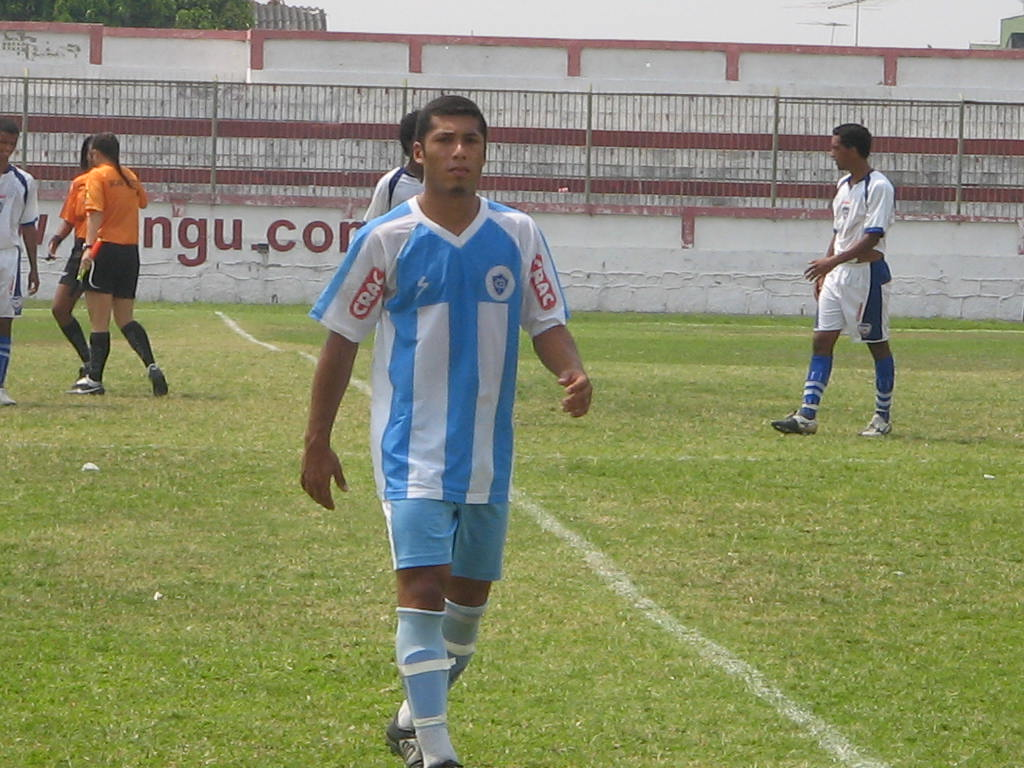
Thiago, profissional do Cantusca, em 2007. Foto de Paulo Roberto Rodrigues

No dia 6 de setembro de 1947, o clube foi derrotado por 14-1 para o Expresso da Vitória do Vasco da Gama, em São Januário, sendo esta a maior goleada sofrida pelo clube.[carece de fontes?]
Em 1952, o campeonato estadual do antigo estado fluminense tornou-se profissional, o que deu início a um movimento de expulsão do clube do Campeonato Carioca, já que uma das condições de sua licença especial seria seu fim em caso da instituição oficial do profissionalismo no seu estado de origem.
O ano de 1953 marcou um grande momento do Canto do Rio, quando conquistou o Torneio Início do Campeonato Carioca ao vencer o Vasco por 3 a 0 na partida final, disputada em pleno Estádio Jornalista Mário Filho.
O Canto do Rio conseguiu se manter disputando o Campeonato Carioca (muito mais rentável e com muito mais cobertura jornalística do que o Campeonato Fluminense) até 1964, quando uma confusão em um jogo contra o Fluminense que resultou em briga generalizada entre os jogadores e invasão de campo no Estádio Caio Martins resultou na expulsão definitiva do clube alviceleste do futebol carioca.
O Canto do Rio abandonaria o profissionalismo até a fusão dos estados do Rio de Janeiro e da Guanabara. Na década de 1980, o clube voltou a tornar-se profissional e, desde então, vem alternando participações em divisões inferiores do futebol com pedidos de licença.

### História recente

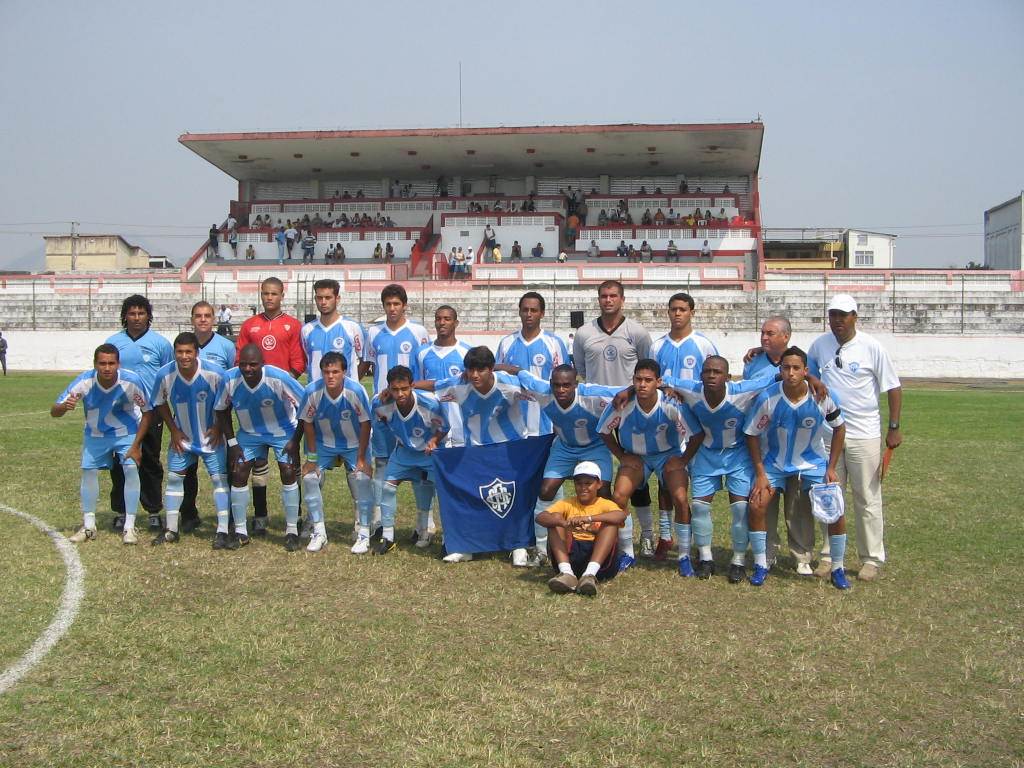
Formação profissional em 2007

Em 2007, o clube voltou a disputar a Terceira Divisão Estadual, repetindo o procedimento em 2008. Há planos da diretoria de que o clube mantenha-se definitivamente no futebol profissional.
Em 2009, a partida contra o Deportivo La Coruña Brasil Futebol Clube pela terceira divisão do campeonato estadual terminou com a vitória deste por walkover do Canto do Rio, devido a problemas na documentação em um dos enfermeiros da partida. O Canto do Rio queria uma nova partida, porém o Tribunal de Justiça Desportiva manteve o resultado do jogo, multou o time de Niterói em 20 mil reais e ainda suspendeu o Canto do Rio do Campeonato Estadual da Terceira Divisão de 2009.
Em 2010, retornou à disputa da Terceira Divisão de Profissionais do estado do Rio de Janeiro.
Em 2018 disputa o Campeonato Carioca - Série C.
Em 2021, depois de três anos, o Cantusca anuncia a volta ao futebol profissional, disputando a Série C do Campeonato Carioca de 2021. No dia 20 de março de 2021, anuncia uma parceria com o Los Angeles Atlantic Soccer, um clube de propriedade do Atlantic Bank, mudando de nome para Los Angeles Atlantic Soccer Canto do Rio S/A. Porém dois dias depois o negócio foi desfeito.

## Símbolos

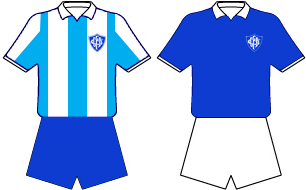
O uniforme alviceleste tradicionalmente usado e o célebre uniforme alvianil

Suas cores oficiais, definidas pelo estatuto, são o azul e o branco. O uniforme original do Canto do Rio é camisas azuis com golas brancas e calções brancos (alvianil). No entanto, tradicionalmente o clube utiliza camisas listradas em um tom de azul mais claro (azul-celeste) e branco, porém mantendo os calções e o escudo no tom azul original.
Essa peculiaridade tem uma explicação histórica: quando o clube passou a participar do campeonato carioca, em 1941, adotou, nessa competição, camisas alvicelestes idênticas às da seleção da liga de Niterói, representando, assim, a cidade. Nas competições fluminenses, o clube manteve o uniforme original alvianil. Porém, graças à maior visibilidade do campeonato carioca, o uniforme alviceleste se consagrou e é utilizado preferencialmente até hoje.
O chargista Mollas, que, na década de 1940, criou mascotes para os clubes participantes do Campeonato Carioca de Futebol, criou um bebê como mascote para o Canto do Rio, representando que o clube estava engatinhando ao lado dos grandes e tinha muito a crescer. O bebê cantorriense era apresentado segurando uma tesoura, pois o clube adorava aprontar surpresas (ou "cortar o barato") para os clubes grandes.
Com a saída do clube do campeonato carioca, no entanto, o bebê caiu em desuso. Ultimamente, o clube utiliza a arara Henriqueta (há mais de 40 anos no clube) como seu mascote oficial.

## Títulos
| ESTADUAIS                               | ESTADUAIS                            | ESTADUAIS   | ESTADUAIS                           |
|                                         | Competição                           | Títulos     | Temporadas                          |
| --------------------------------------- | ------------------------------------ | ----------- | ----------------------------------- |
|                                         | Torneio Início do Campeonato Carioca | 1           | 1953                                |
| Torneio Início do Campeonato Fluminense | 2                                    | 1918 e 1926 |                                     |
| MUNICIPAIS                              |                                      |             |                                     |
|                                         | Competição                           | Títulos     | Temporadas                          |
|                                         | Campeonato Niteroiense               | 6           | 1933, 1934, 1945, 1948, 1954 e 1968 |
| Torneio Início                          | 2                                    | 1939 e 1958 |                                     |

### Outras Campanhas de Destaque
- Vice campeão do Torneio Início do Campeonato Carioca: 1962.
- Terceiro colocado no Campeonato Fluminense: 1920 e 1925
- Terceiro colocado no Campeonato Carioca - Série C: 2018

## Outras Modalidades

### Basquete
Na década de 70, vários títulos foram conquistados na modalidade pelo Canto do Rio. Um título de grande expressão foi o hexacampeonato carioca. O auge do time feminino aconteceu nos anos de 1977 e 1978, quando foram vice-campeã no Campeonato Brasileiro de Basquete Feminino, perdendo apenas para a equipe de São Paulo.
Nos anos 80, o Cantusca teve uma excelente equipe de basquete feminino , treinada por Celmo Teixeira Campos. Muitos títulos importantes foram ganhos.

### Futebol de Salão
O Futebol de Salão é uma das modalidades mais populares do Canto do Rio. Em 1984, o Cantusca conquistou o Campeonato Estadual de Futebol de Salão do Rio de Janeiro. Em 1987, tornou-se tetracampeão niteroiense. Em 1988, o Canto do Rio foi bicampeão do Torneio de Início do Campeonato Estadual com atletas como Nilton Luiz de Macedo e o goleiro Tiça. E no mesmo período conquistou a Taça Araribóia disputada no Estádio Caio Martins com todos as equipes do estado. No mesmo ano, o time foi vice-campeão do Campeonato Carioca no Maracanãzinho. O Cantusca ainda foi campeão invicto da Taça da Amizade, disputada em São Paulo, vencendo os fortes times do estado de São Paulo e do Sul do país.
Em 1989, o time cedeu diversos atletas a Seleção Carioca de Futebol de Salão. O time havia os atletas Tiça, Acácio, Zezinho, Zezão, Richard, Renato, Rogério, entre outros que participaram do Brasileiro de Seleções no Espírito Santo. Vinícius Júnior, jogador do Real Madrid, jogou no futsal do Canto do Rio entre 2007 e 2010.

### Polo Aquático
O Canto do Rio foi o clube pioneiro entre as agremiações de Niterói nos esportes aquáticos. Na década de 70, as equipes de polo aquático e de natação do Canto do Rio tinham um ônibus somente para levar os atletas para as competições no Rio de Janeiro. Em 1974, o Cantusca foi vice-campeão do Torneio Início de Polo Aquático da Federação Aquática do Estado do Rio de Janeiro (FARJ).
Na história do Cantusca, importantes nomes passaram pelo clube como Ricardo Couto, primeiro atleta de polo aquático de Niterói a ser convocado parar a seleção brasileira, e Mário Eduardo Souto, que representou o Brasil nas Jogos Olímpicos de verão de 1984, (Los Angeles).
Nos Jogos Pan-Americanos de 1987, realizados em Indianápolis (EUA), Ayrton Pontes de Carvalho Silva conquistou o bronze na modalidade, fazendo o Canto do Rio entrar na história dos jogos.

### Natação
Diversos atletas fizeram história na natação do Canto do Rio. Nomes como Márcio Araújo, Paulo Licastro, atual coordenador de esportes aquáticos, General e Braga, se destacaram dentro e fora das piscinas do clube. Também passaram nas piscinas do Canto do Rio a nadadora Clélia Nóbrega, que em 1971 conquistou o Campeonato Brasileiro de Natação para o Cantusca. As nadadoras Márcia e Marisa Barros também entraram para história. Em 1978, Márcia foi campeã brasileira no nado 100 metros borboleta e vice-campeã no nado 100 metros livres. Marisa também teve um bom rendimento na mesma competição. No ranking final, Marisa ficou entre o as 10 melhores atletas. Elson Terra também ganhou vários títulos, como o Campeonato Carioca de Natação.

### Outras atividades
Além do futebol, o clube também desenvolve outros esportes (vôlei, kung-fu, boxe, capoeira, futsal, natação etc.), bem como atividades de cunho recreativo como bailes de carnaval, bloco de carnaval, bailes dançantes, confraternizações etc., na sua sede na rua Visconde do Rio Branco número 701, no Centro de Niterói.